# شهرستان اسپاسکی (سرزمین پریمورسکی)
شهرستان اسپاسکی (به لاتین: Spassky District) یک شهرستان در روسیه است که در سرزمین پریمورسکی واقع شده‌است.